# Svensbyfjärd
Svensbyfjärd is een Zweeds meer annex fjord aan de noordwestzijde van de Botnische Golf. Gezien –fjärd was het vroeger een onderdeel van de Botnische Golf. Door postglaciale opheffing in dit gebied is het anno 2008 bijna geheel omsloten door land. Alleen naar het zuidoosten heeft het nog een opening naar de zee. Via Bergsvikssundet, Inrefjärd, Djupsundet en Munksundet, Yttrefjärd en de Pitsundet stroomt het water de golf in.
Svensbyfjärd is een opvangbekken van een aantal grote rivieren in de buurt; de Pite älv, Kleine Piterivier, Rokån en Svensbyån leveren hier hun water af. Het noorden van het driehoekige meer heeft in Långnäsfjärd een eigen naam.
Aan de noordoostzijde was men ooit van plan de stad Piteå te bouwen, echter men realiseerde zich toen al, dat de haven dan te ondiep zou worden. Piteå werd uiteindelijk een aantal kilometer naar het zuidoosten gebouwd. Het dorp Svensbyn ligt op de zuidelijke oevers.